# Liste der Kulturgüter in Kreuzlingen
Die Liste der Kulturgüter in Kreuzlingen enthält alle Objekte in der Gemeinde Kreuzlingen im Kanton Thurgau, die gemäss der Haager Konvention zum Schutz von Kulturgut bei bewaffneten Konflikten, dem Bundesgesetz vom 20. Juni 2014 über den Schutz der Kulturgüter bei bewaffneten Konflikten sowie der Verordnung vom 29. Oktober 2014 über den Schutz der Kulturgüter bei bewaffneten Konflikten unter Schutz stehen.
Objekte der Kategorien A und B sind vollständig in der Liste enthalten, Objekte der Kategorie C fehlen zurzeit (Stand: 1. Januar 2023).

## Kulturgüter
| Foto | | Objekt                                                                             | Kat. | Typ | Standort                                  | Beschreibung |
| ---- | --- | ---------------------------------------------------------------------------------- | ---- | --- | ----------------------------------------- | ------------ |
| ja   | Datei hochladen · Wikidata zu Augustinerchorherrenstift Kreuzlingen (Q679893)                              | Ehemaliger Augustinerchorherrenstift St. Ulrich KGS-Nr.: 05082                     | A    | G   | Hauptstrasse 87 730725 / 278676           |              |
| ja   | Datei hochladen · Wikidata zu Schloss Seeburg (Q1766397)                                                   | Schloss Seeburg mit ehemaligem Kornhaus und Trotte (Seeburgscheune) KGS-Nr.: 05083 | A    | G   | Seeweg 3, 5, 5a 731329 / 279116           |              |
| ja   | Datei hochladen · Wikidata zu Wohnhaus Remise (Q134507412)                                                 | Wohnhaus Remise KGS-Nr.: 03897                                                     | B    | G   | Schmittenstrasse 3 729331 / 278578        |              |
| ja   | Datei hochladen · Wikidata zu Hotel Löwen (Q134508996)                                                     | Hotel Löwen KGS-Nr.: 04985                                                         | B    | G   | Hauptstrasse 70 730472 / 278872           |              |
| ja   | Datei hochladen · Wikidata zu Katholische Kapelle Heiligkreuz (Q29883156)                                  | Katholische Kapelle Heiligkreuz KGS-Nr.: 05084                                     | B    | G   | Bernrainstrasse 71 729088 / 277728        |              |
| ja   | Datei hochladen · Wikidata zu Katholische Kirche St. Stephan (Q29883157)                                   | Katholische Kirche St. Stephan KGS-Nr.: 05085                                      | B    | G   | Bernrainstrasse 10 729375 / 278786        |              |
| ja   | Datei hochladen · Wikidata zu Schloss Girsberg (Q1438632)                                                  | Schloss Girsberg KGS-Nr.: 05086                                                    | B    | G   | Girsbergstrasse 57 728601 / 278607        |              |
| ja   | Datei hochladen · Wikidata zu Wohnhaus Römerburg (Q29883170)                                               | Wohnhaus Römerburg KGS-Nr.: 05087                                                  | B    | G   | Burgstrasse 8.2 730962 / 278170           |              |
| ja   | Datei hochladen · Wikidata zu Reformierte Kirche St. Peter (Q17319778)                                     | Reformierte Kirche St. Peter KGS-Nr.: 05089                                        | B    | G   | Bleichestrasse 7 731981 / 278143          |              |
| ja   | Datei hochladen · Wikidata zu Wohnhaus Sallmann (Q29883172)                                                | Wohnhaus Sallmann KGS-Nr.: 05090                                                   | B    | G   | Hauptstrasse 74 730487 / 278829           |              |
| ja   | Datei hochladen · Wikidata zu Schloss Bernegg (Q2240274)                                                   | Schloss Bernegg KGS-Nr.: 05092                                                     | B    | G   | Berneggstrasse 6 729263 / 278463          |              |
| ja   | Datei hochladen · Wikidata zu Rosenegg mit Hinterhaus (Schulhaus Museum) (Q134518034)                      | Rosenegg mit Hinterhaus (Schulhaus Museum) KGS-Nr.: 05198                          | B    | G   | Bärenstrasse 6 730243 / 278519            |              |
| BW   | Datei hochladen · Wikidata zu Haus Weisser (Q134518209)                                                    | Haus Weisser KGS-Nr.: 05202                                                        | B    | G   | Bleichestrasse 11 731997 / 278129         |              |
| ja   | Datei hochladen · Wikidata zu Restaurant Bären (Q134520946)                                                | Restaurant Bären KGS-Nr.: 05211                                                    | B    | G   | Hauptstrasse 76 730517 / 278768           |              |
| ja   | Datei hochladen · Wikidata zu Wohnhaus Villa Mon-Bijou (Q134524589)                                        | Wohnhaus Villa Mon-Bijou KGS-Nr.: 05694                                            | B    | G   | Konstanzerstrasse 52 729669 / 279194      |              |
| BW   | Datei hochladen · Wikidata zu Villa Weidmannsheil (Q134524800)                                             | Villa Weidmannsheil KGS-Nr.: 08256                                                 | B    | G   | Konstanzerstrasse 56 729643 / 279143      |              |
| ja   | Datei hochladen · Wikidata zu Haus Felsenruh (Q134524983)                                                  | Haus Felsenruh KGS-Nr.: 08265                                                      | B    | G   | Säntisstrasse 20 730727 / 279095          |              |
| ja   | Datei hochladen · Wikidata zu Wohnhaus (Q134525222)                                                        | Wohnhaus KGS-Nr.: 10101                                                            | B    | G   | Storenstrasse 1 730330 / 278444           |              |
| ja   | Datei hochladen · Wikidata zu Hof Rosenegg mit ehemaliger Weinpresse und zwei Ökonomiegebäuden (Q29883151) | Hof Rosenegg mit ehemaliger Weinpresse und zwei Ökonomiegebäuden KGS-Nr.: 11013    | B    | G   | Alpstrasse 1, 2, 3, 4, 4a 730257 / 278485 |              |
| ja   | Datei hochladen · Wikidata zu Gasthaus Adler / Zum englischen Gruss (Q29883149)                            | Gasthaus Adler, Zum englischen Gruss KGS-Nr.: 11015                                | B    | G   | Bernrainstrasse 1 729502 / 278884         |              |
| ja   | Datei hochladen · Wikidata zu Reformiertes Kirchgemeindehaus (Q29883163)                                   | Reformiertes Kirchgemeindehaus KGS-Nr.: 11016                                      | B    | G   | Bleichestrasse 9 731987 / 278119          |              |
| ja   | Datei hochladen · Wikidata zu Ehemaliges Schulhaus (Q29883148)                                             | Ehemaliges Schulhaus KGS-Nr.: 11017                                                | B    | G   | Gemeindeplatz 1 730177 / 278495           |              |
| ja   | Datei hochladen · Wikidata zu Schloss Brunegg (Q992548)                                                    | Schloss Brunnegg KGS-Nr.: 11018                                                    | B    | G   | Girsbergstrasse 45 728739 / 278763        |              |
| ja   | Datei hochladen · Wikidata zu Reformierte Kirche Egelshofen (Q29883159)                                    | Reformierte Kirche Egelshofen KGS-Nr.: 13759                                       | B    | G   | Bärenstrasse 9 730316 / 278553            |              |
| ja   | Datei hochladen · Wikidata zu Ehemalige Schuhfabrik Weill, Gewerbehaus (Q29883146)                         | Ehemalige Schuhfabrik Weill, Gewerbehaus KGS-Nr.: 13760                            | B    | G   | Wasenstrasse 22 731111 / 278668           |              |
| ja   | Datei hochladen · Wikidata zu Villa Roberta (Q29883168)                                                    | Villa Roberta KGS-Nr.: 13761                                                       | B    | G   | Hauptstrasse 16 730313 / 279522           |              |
| ja   | Datei hochladen · Wikidata zu Villa Belle-Vue (Q108562220)                                                 | Villa Belle-Vue KGS-Nr.: 13762                                                     | B    | G   | Hauptstrasse 14 730295 / 279562           |              |
| BW   | Datei hochladen · Wikidata zu Rutishauser Kunst- und Kulturfonds Kreuzlingen (Q29883164)                   | Rutishauser Kunst- und Kulturfonds KGS-Nr.: 16144                                  | B    | S   | Brüelweg 1 730724 / 278607                |              |
| ja   | Datei hochladen · Wikidata zu Seemuseum Kreuzlingen (Q29883166)                                            | Seemuseum Kreuzlingen KGS-Nr.: 16145                                               | B    | S   | Seeweg 3 731914 / 278115                  |              |